# Gelasma albistrigata
Gelasma albistrigata là một loài bướm đêm trong họ Geometridae.